# Клоцько
Клоцько (пол. Kłocko) — село в Польщі, у гміні Серадз Серадзького повіту Лодзинського воєводства.
Населення — 909 осіб (2011).
У 1975-1998 роках село належало до Серадзького воєводства.

## Демографія
Демографічна структура станом на 31 березня 2011 року:
|          | Загалом | Допрацездатний вік | Працездатний вік | Постпрацездатний вік |
| -------- | ------- | ------------------ | ---------------- | -------------------- |
| Чоловіки | 456     | 102                | 317              | 37                   |
| Жінки    | 453     | 93                 | 265              | 95                   |
| Разом    | 909     | 195                | 582              | 132                  |